# Römische Kalkbrennerei Iversheim
Die römische Kalkbrennerei in Iversheim ist der museale Ausbau einer ehemaligen antiken Kalkfabrik. Sie bestand aus sechs nebeneinander liegenden Kalköfen, die von römischen Legionären der Legio XXX Ulpia Victrix und Legio I Minervia vermutlich in der Zeit von 150 n. Chr. bis 300 n. Chr. betrieben wurden.

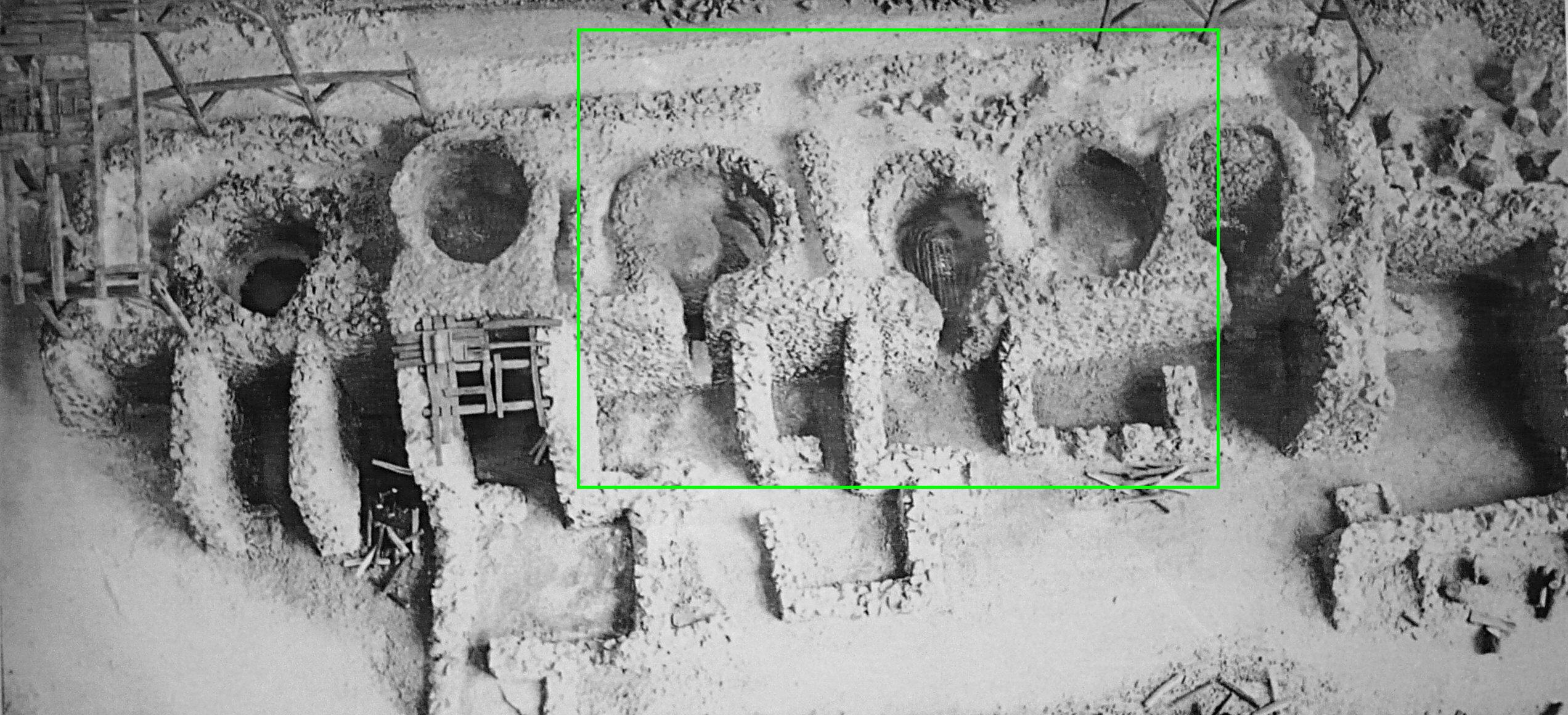
Modell des Grabungsbefunds. Die grüne Linie zeigt den heute vom Schutzbau überbauten Bereich. Der zweite Ofen von links ist frei zugänglich.

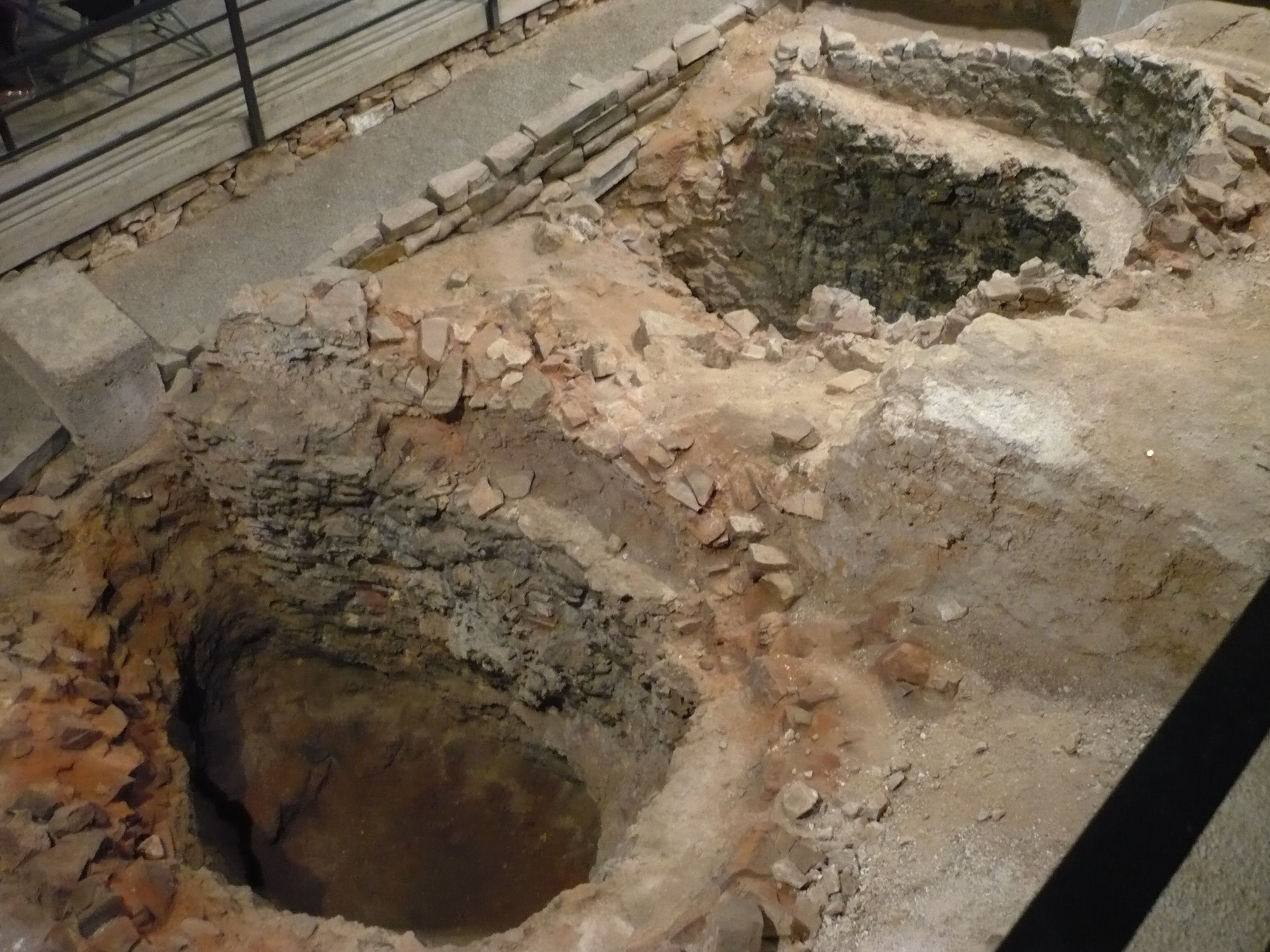
Der zweite und dritte Brennofen im Schutzbau (von links). Gut erkennbar die Birnenform und die umlaufende Ofenbank.

Bad Münstereifel-Iversheim im Kreis Euskirchen, Nordrhein-Westfalen, liegt am Nordrand der Sötenicher Kalkmulde, der nördlichsten der Eifelkalkmulden. In Iversheim wurde noch bis ins 20. Jahrhundert Dolomit abgebaut und zu Branntkalk verarbeitet.
Die Anlage wurde 1966 beim Bau einer Wasserleitung zufällig entdeckt und bis 1968 vom Rheinischen Amt für Bodendenkmalpflege ausgegraben. Heute befindet sich über einem Teil der Anlage ein Schutzbau, in dem drei der Öfen besichtigt werden können. Die Ausstellung im Schutzbau zeigt den Grabungsbefund, die Öfen wurden nicht restauriert. Der für den Brennversuch restaurierte Ofen außerhalb des Schutzbaus ist frei zugänglich. Die beiden weiteren Öfen wurden nach der Bestandsaufnahme wieder zugeschüttet.
Die sechs Brennöfen befanden sich ursprünglich unter einem von Stützen getragenen Hallendach von etwa 30 Metern Länge. Eine Mauer teilte die Halle in zwei Arbeitsbereiche von je drei Öfen. Die Halle stand an einem Hang am Rande des Erfttales. Der Steinbruch lag oberhalb der Brennerei, was den Arbeitsablauf vereinfachte. Der gebrannte Kalk wurde ungelöscht zur Baustelle transportiert.
Einer der Öfen wurde mit einer vollständigen, noch nicht ausgeräumten Kalkfüllung vorgefunden, was vermuten lässt, dass die Anlage fluchtartig aufgegeben worden ist. Im Verlauf der Ausgrabung wurden ¾ der 1700 Jahre alten und durch Bodenfeuchte verfestigten Kalkfüllung entfernt. Dadurch konnte die Funktionsweise der Öfen geklärt werden. Die Bauform der Öfen weist nämlich einige bisher einzigartige Besonderheiten auf. Der Grundriss ist birnenförmig mit einer Länge von etwa drei Metern. Die Gesamthöhe beträgt etwa vier Meter. Die Befeuerungs- und Belüftungsöffnung („Schnauze“) ist 40 cm breit und 80 cm hoch. Sie befindet sich nicht wie üblich in Bodenhöhe der Feuerungskammer, sondern in zwei Metern Höhe über der Sohle. Oberhalb der Schnauze verläuft ringsum die Ofenbank, ein gemauerter Absatz, der für den Betrieb konstruktiv erforderlich ist.
Zu Beginn eines neuen Brennvorgangs wurde auf die Ofenbank ein tonnenförmig nach oben gewölbtes Lehrgerüst aus Holz aufgesetzt, das sich zur Schnauze hin verjüngte. Vermutlich wurde das Lehrgerüst zusätzlich durch Baumstämme gestützt, die auf dem Boden der Feuerkammer standen. Auf das Lehrgerüst wurde der sogenannte „Himmel“ aus einzelnen Reihen von Dolomitsteinen gesetzt, die durch den gegenseitigen Druck der Steine ein freitragendes Gewölbe bildeten. Darauf kam die Füllung mit Rohgestein bis zum oberen Rand. Über die Schnauze wurde der Ofen gezündet. Das Lehrgerüst verbrannte oder ließ sich bei geschickter Konstruktion vor dem Brennen durch die Schnauze entfernen. Wenn der Himmel richtig gesetzt war, hielt er die Last von etwa 25 Tonnen Rohgestein. Als Brennmaterial diente Weiden- und Pappelholz. Der Brennvorgang dauerte eine Woche, inklusive der Zeit zum Abkühlen. Danach wurde der Ofen entleert und neu beschickt.
Die durch die Schnauze während des Brennens eingesaugte Luft wurde in der Brennkammer umgewälzt und auf über 1000 °C erhitzt. Sie strömte dann beschleunigt nach oben durch die Beschickung und erhitzte die Steine.
Nach der Ausgrabung wurde einer der Öfen repariert und rekonstruiert, um einen Brennversuch durchzuführen. Der Brennversuch war erfolgreich und bestätigte die Theorien über die Art der Feuerung und der Beschickung.
Seit dem 27. Juli 2021 ist die römische Kalkbrennerei Iversheim Teil der UNESCO-Welterbestätte Niedergermanischer Limes.